# Johannes Schüler

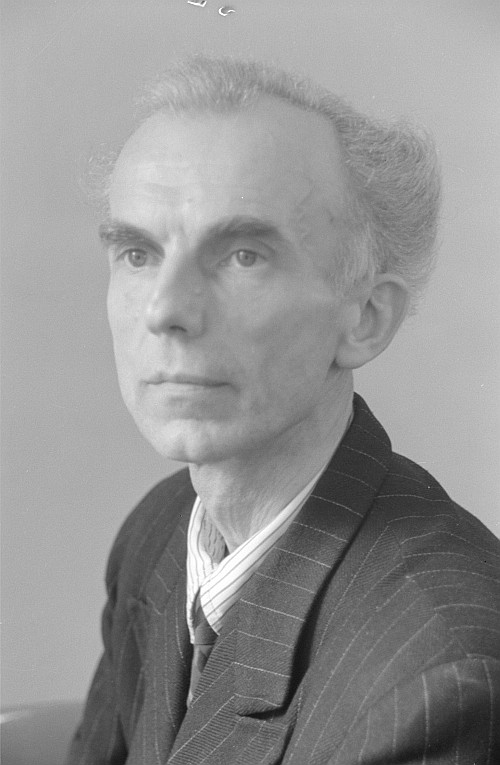
Dirigent Johannes Schüler, Foto: Abraham Pisarek

Wilhelm Erich Johannes Schüler (* 21. Juni 1894 in Vietz; † 3. Oktober 1966 in Berlin) war ein deutscher Dirigent und Komponist. 1936 wurde er an die Berliner Staatsoper berufen, wo er 1938 den Titel eines „Staatskapellmeisters“ erhielt. Von 1949 bis 1960 wirkte er als Generalmusikdirektor in Hannover. Schüler setzte sich für zeitgenössische Musik ein (Alban Berg, Paul Hindemith u. a.), so verhalf er Bergs „Wozzeck“ zum Durchbruch. Internationalen Erfolg hatte er mit der Uraufführung 1952 von Hans Werner Henzes Oper „Boulevard Solitude“.

## Leben
Johannes Schüler wurde 1894 als Sohn des Organisten und Kantors in der Altmark Wilhelm Schüler im neumärkischen Vietz (Kreis Landsberg an der Warthe) geboren. Ersten Musikunterricht erhielt er durch seinen Vater an der Orgel. Nach dem Abitur am Joachimsthalschen Gymnasium in Berlin studierte er 1913/14 und 1918 bis 1920 an der Hochschule für Musik Charlottenburg und der Friedrich-Wilhelms-Universität zu Berlin. An der Musikhochschule gehörten Paul Juon (Komposition) und Rudolf Krasselt (Dirigieren) zu seinen Lehrern. Unterbrochen wurden seine Musikstudien durch den Ersten Weltkrieg, an dem er als Kriegsfreiwilliger teilnahm, zuletzt im Offiziersrang.
1920 erhielt er sein erstes Engagement als zweiter Kapellmeister am Stadttheater Gleiwitz in Oberschlesien. 1921/22 ging er als erster Kapellmeister an das Oberschlesische Landestheater in Beuthen OS. 1922 wechselte er an das Stadttheater Königsberg in Preußen, wo er 1923 erster Kapellmeister wurde. Von 1924 bis 1928 war er unter Rudolf Krasselt zweiter Kapellmeister an den Städtischen Bühnen Hannover. 1928 wurde er Landesmusikdirektor in Oldenburg. 1929 trug er mit seinem Dirigat im kleinen Oldenburgischen Landestheater maßgeblich zum Durchbruch von Alban Bergs „Wozzeck“ bei. Nach einer Teilaufführung in Frankfurt am Main 1924 und der vollständigen Uraufführung in Berlin 1925 war es erst die dritte Aufführung der Oper. 1930 dirigierte er die Uraufführung der „Drei Orchesterstücke op. 6“ wiederum von Alban Berg. Johannes Schüler und seinem Vorgänger Werner Ladwig war es zu verdanken, dass Oldenburg zu einem Hauptort für zeitgenössische Musik wurde. 1932/33 wechselte er als musikalischer Oberleiter an das Stadttheater Halle. Von Mai 1933 bis 1936 war er als Nachfolger von August Max Fiedler Städtischer Musikdirektor in Essen. Ebenda verantwortete er die Uraufführungen von Ottmar Gersters „Madame Lieselotte“ (1933) und von Wilhelm Malers „Der ewige Strom“ (1935). Im November 1934 ließ er als letzter Dirigent in Deutschland die später von den Nationalsozialisten verbotene „Symphonie Mathis der Maler“ von Paul Hindemith spielen.
Der Berliner Intendant Heinz Tietjen holte ihn 1936 an die Preußische Staatsoper, wo Schüler bis zum Jahr 1949 tätig war. Hier brachte er mit der Staatskapelle Mark Lothars „Schneider Wibbel“ zur Uraufführung (1938). 1937 trat Schüler der NSDAP bei (Mitgliedsnummer 5.377.245). 1938 wurde er von Adolf Hitler zum „Staatskapellmeister“ ernannt. Im April 1943 traten Schüler und das Berliner Philharmonische Orchester mit Beethovens „Leonoren-Ouvertüren“ im Mosaiksaal in der Berliner Reichskanzlei auf. Im Oktober 1943 gastierten sie in Krakau im besetzten Polen. Schüler wurde als Dirigent von Hitler geschätzt, sodass er ihn im August 1944 vor der beabsichtigten Schließung der Theater in die Gottbegnadeten-Liste der wichtigsten Dirigenten aufnahm, was ihn von Kriegsverpflichtungen freistellte. Vor der kriegsbedingten Schließung der deutschen Theater leitete Schüler im August 1944 die letzte Aufführung in der Staatsoper mit Mozarts Oper „Die Hochzeit des Figaro“. Kurz vor Kriegsende 1945 dirigierte er noch vor Wehrmachtsangehörigen und NS-Führungsoffizieren. Offiziere der US-amerikanischen Information Control Section schätzten ihn im August 1945 als „fähig, versiert und erfahren“ ein. Er sei „anscheinend unpolitischen Geistes“ und „möglicherweise gezwungenermaßen, Parteimitglied“ gewesen. 1947 hatte Schülers Berufungsverfahren vor der Entnazifizierungskommission in der sowjetischen Besatzungszone Erfolg. Unter seiner Leitung kamen in der Nachkriegszeit Stefan Stefanoffs „Variationen über ein bulgarisches Volkslied“ (1946) und Boris Blachers „Großinquisitor“ (1947) zur Uraufführung. 1948 erfolgte die Berliner Erstaufführung der Hindemith-Oper „Mathis der Maler“. Der Berliner Musikkritiker Klaus Geitel konstatierte, dass Schüler der nach 1945 im Admiralspalast untergebrachten Staatsoper „musikalisch wieder auf die Sprünge“ half. Über Jahre trug er zuvor die „musikalische Hauptlast“. Gleichsam „sorgte [er] verlässlich für den guten Orchesterklang“ der Staatskapelle und galt als eine Art „Dorfheiliger“ der Einrichtung, der „unentbehrlich“ wurde.
1949 ging Schüler zum zweiten Mal nach Hannover, diesmal als Nachfolger von Franz Konwitschny. Bis zu seiner Pensionierung 1960 war er Generalmusikdirektor. Unter seiner Führung erlangten das Opernhaus und das Staatsorchester „einen neuen Höhepunkt ihrer Geschichte“ (Heinrich Sievers). Schüler verschrieb sich auch hier der Musik der klassischen Moderne. Zu seinen großen Erfolgen gehörte die Uraufführung der Oper „Boulevard Solitude“ von Hans Werner Henze im Jahr 1952. Weiterhin blieb Schüler als ständiger Gastdirigent der nun in Ostberlin gelegenen Deutschen Staatsoper verbunden. 1963/64 dirigierte er an der Deutschen Oper in West-Berlin.
Seit Oktober 1932 war er mit der Ballerina Grete Beeckmann (* 1904 Berlin) verheiratet. Sie war eine Schülerin von Rudolf von Laban, 1925/26 am Reußischen Theater in Gera und von 1926 bis November 1932 am Opernhaus von Hannover tätig. 1931 wirkte sie bei den Bayreuther Festspielen mit (Tannhäuser).
Johannes Schüler verstarb 1966 im Krankenhaus Westend in Berlin-Charlottenburg.

## Werke (Auswahl)
Johannes Schüler trat auch als Komponist von Klavier- und Orchestermusik sowie von Liedern in Erscheinung.
- Klaviersonate (1918) (Uraufführung durch Hermann Hoppe in Hamburg)[28]

Folgende Werke wurden bei Schott verlegt:
- 5 Orchestersätze (Uraufführung Essen, Dezember 1936 unter Leitung des Komponisten)
- Die fünf Marienlieder des Kuno Kohn für eine Bariton-Stimme und großes Orchester (Text: Alfred Lichtenstein).

## Ehrungen
In Bothfeld-Vahrenheide (Hannover) ist ihm zu Ehren seit 1979 der Johannes-Schüler-Weg benannt.